# Szczuroskocznik
Szczuroskocznik (Perognathus) – rodzaj ssaków z podrodziny szczuroskoczników (Perognathinae) w obrębie rodziny karłomyszowatych (Heteromyidae).

## Zasięg występowania
Rodzaj obejmuje gatunki występujące w Ameryce Północneju.

## Morfologia
Długość ciała (bez ogona) 53–78 mm, długość ogona 42–86 mm, długość ucha 6–8 mm, długość tylnej stopy 17–22 mm; masa ciała 5–24 g.

## Systematyka
Rodzaj zdefiniował w 1839 roku niemiecki przyrodnik Maximilian zu Wied-Neuwied w artykule poświęconym kilku nowym rodzajach gryzoni z zewnętrznymi workami policzkowymi, opublikowanym w czasopiśmie Nova Acta Physico-medica Academiae Caesareae Leopoldino-Carolinae Naturae Curiosum. Gatunkiem typowym jest (oznaczenie monotypowe) szczuroskocznik oliwkowogrzbiety (P. fasciatus).

### Etymologia
- Perognathus (Peragnathus): gr. πηρα pēra ‘kieszeń, torba’; γναθος gnathos ‘żuchwa’[11].
- Cricetodipus: zbitka wyrazowa nazw rodzajów: Cricetus Leske, 1779 i Dipus Zimmermann, 1780[12]. Gatunek typowy (oznaczenie monotypowe): Cricetodipus parvus Peale, 1848.
- Abromys: gr. αβρος abros ‘delikatny, miękki’; μυς mus, μυoς muos ‘mysz’[13]. Gatunek typowy (oznaczenie monotypowe): Abromys lordi[b] J.E. Gray, 1868.
- Otognosis: gr. ους ous, ωτος ōtos ‘ucho’; γνωσις gnōsis ‘dociekanie, badanie’[14]. Gatunek typowy: Coues wymienił dwa gatunki – Otognosis longimembris Coues, 1875 i Perognatus flavus S.F. Baird, 1855 – z których gatunkiem typowym jest Otognosis longimembris Coues, 1875.

### Podział systematyczny
Do rodzaju należą następujące występujące współcześnie gatunki:
| Grafika | Gatunek                  | Autor i rok opisu  | Nazwa zwyczajowa                 | Podgatunki     | Rozmieszczenie geograficzne | Podstawowe wymiary                           | Status IUCN |
| ------- | ------------------------ | ------------------ | -------------------------------- | -------------- | --- | -------------------------------------------- | ----------- |
|         | Perognathus longimembris | (Coues, 1875)      | szczuroskocznik drobny           | 16 podgatunków | zachodnie Stany Zjednoczone (od południowo-wschodniego Oregonu i zachodniego Utah) na południe do północno-zachodniego Meksyku (północna Sonora i Kalifornia Dolna Południowa)   | DC: około 5,8 cm DO: około 7,4 cm MC: 7–12 g | LC          |
|         | Perognathus inornatus    | Merriam, 1889      | szczuroskocznik trawny           | 3 podgatunki   | Stany Zjednoczone (środkowo-zachodnia Kalifornia (doliny Salinas, Sacramento i San Joaquin oraz sąsiadująca pustynia Mojave))                                                    | DC: około 7,3 cm DO: około 7,5 cm MC: 7–12 g | LC          |
|         | Perognathus amplus       | Osgood, 1900       | szczuroskocznik arizoński        | 4 podgatunki   | pustynne zarośla w południowo-zachodnich Stanach Zjednoczonych (środkowa i południowa Arizona) i północno-zachodnim Meksyku (północno-zachodnia Sonora)                          | DC: około 7,1 cm DO: około 8,3 cm MC: 9–14 g | LC          |
|         | Perognathus flavus       | S.F. Baird, 1855   | szczuroskocznik jedwabisty       | 14 podgatunków | Stany Zjednoczone (centralne i południowe Wielkie Równiny oraz międzygórski zachód) i Meksyk (Wyżyna Meksykańska i zachodnio-centralna Sonora)                                   | DC: około 6 cm DO: około 5,3 cm MC: 5–10 g   | LC          |
|         | Perognathus merriami     | J.A. Allen, 1892   | szczuroskocznik pastwiskowy      | 2 podgatunki   | południowe Stany Zjednoczone (południowo-zachodnia Oklahoma, wschodni Nowy Meksyk i Teksas) i północno-wschodni Meksyk (na południe do Tamaulipas)                               | DC: 5,3–6 cm DO: 4,2–6,1 cm MC: 5–9 g        | LC          |
|         | Perognathus fasciatus    | Wied-Neuwied, 1839 | szczuroskocznik oliwkowogrzbiety | 2 podgatunki   | południowo-środkowa Kanada (południowo-wschodnia Alberta na wschód do południowo-zachodniej Manitoby) i Stany Zjednoczone (Wielkie Równiny na południe do południowego Kolorado) | DC: około 7,2 cm DO: około 6,5 cm MC: 8–14 g | LC          |
|         | Perognathus flavescens   | Merriam, 1889      | szczuroskocznik piaskowy         | 8 podgatunków  | środkowe Stany Zjednoczone (od południowo-wschodniej Dakoty Północnej i południowo-zachodniej Minnesoty) na południe do Meksyku (północny Chihuahua)                             | DC: około 7,1 cm DO: około 6,4 cm MC: 7–16 g | LC          |
|         | Perognathus parvus       | (Peale, 1848)      | szczuroskocznik samotny          | 5 podgatunków  | południowo-zachodnia Kanada (południowo-środkowa Kolumbia Brytyjska) i północno-zachodnie Stany Zjednoczone (Waszyngton do Nevady)                                               | brak danych                                  | LC          |
|         | Perognathus mollipilosus | Coues, 1875        |                                  | 7 podgatunków  | Stany Zjednoczone (południowy Oregon, Idaho i południowo-zachodnia Montana na południe do południowej Kalifornii i północno-zachodniej Arizony)                                  | brak danych                                  | NE          |
|         | Perognathus alticolus    | Rhoads, 1894       | szczuroskocznik białouchy        | 2 podgatunki   | Stany Zjednoczone (południowo-zachodnia Kalifornia (góry Tehachapi, a także góry San Bernardino gdzie prawdopodobnie wymarł)                                                     | DC: 7,3–7,8 cm DO: 7,7–8,6 cm MC: 16–24 g    | VU          |

Kategorie IUCN:  LC  – gatunek najmniejszej troski,  VU  – gatunek narażony;  NE  – gatunki niepoddane jeszcze ocenie.
Opisano również gatunki wymarłe:
- Perognathus ancenensis Sutton & Korth, 1995[17] (Stany Zjednoczone; miocen)
- Perognathus brevidens Korth, 1987[18] (Stany Zjednoczone; miocen)
- Perognathus carpenteri Dalquest, 1978[19] (Stany Zjednoczone; pliocen)
- Perognathus dunklei Hibbard, 1939[20] (Stany Zjednoczone; pliocen)
- Perognathus furlongi Gazin, 1930[21] (Stany Zjednoczone; miocen)
- Perognathus gidleyi Hibbard, 1941[22] (Stany Zjednoczone; plejstocen)
- Perognathus henryredfieldi Jacobs, 1977[23] (Stany Zjednoczone; miocen)
- Perognathus huastecensis Dalquest & Roth, 1970[24] (Meksyk; plejstocen)
- Perognathus maldei Zakrzewski, 1969[25] (Stany Zjednoczone; pliocen)
- Perognathus mclaughlini Hibbard, 1949[26] (Stany Zjednoczone; pliocen)
- Perognathus minutus James, 1963[27] (Stany Zjednoczone; miocen)
- Perognathus pearlettensis Hibbard, 1941[28] (Stany Zjednoczone; plejstocen)
- Perognathus rexroadensis Hibbard, 1950[29] (Stany Zjednoczone; pliocen)
- Perognathus stevei J.E. Martin, 1984[30] (Stany Zjednoczone; miocen)
- Perognathus strigipredus Czaplewski, 1990[31] (Stany Zjednoczone; pliocen)
- Perognathus trojectioansrum Korth, 1979[32] (Stany Zjednoczone; miocen).